# Marcel L'Herbier
Marcel L'Herbier (París, 23 de abril de 1888 - 26 de noviembre de 1979) fue un director de cine, teórico de este arte y memorialista francés. Realizó unas cuarenta películas hasta los años cincuenta. Posteriormente, trabajó para la televisión en programas culturales.

## Trayectoria
Su primera película fue la pieza poética Rose-France (1918). En 1919 dirigió Le Bercail (1919), una película más comercial y en la que aparecía la actriz Marcelle Pradot, con la que luego se casó.
Entre 1919 y 1922 rodó seis películas para la Gaumont Film Company. En L'Homme du large (1920) adaptó un relato de Balzac. Más ambicioso fue El Dorado (1921), un melodrama rodado en Andalucía. En 1922 abordó el proyecto Don Juan et Faust, que también se filmó en parte en España. 
La primera producción del propio L'Herbier, con su compañía, tuvo lugar en 1923, con una adaptación de Resurrección, de León Tolstói. A continuación, con financiación americana realizó un ambicioso L'Inhumaine (1924), apelando al trabajo de artistas como Fernand Léger, Robert Mallet-Stevens y Darius Milhaud. 
L'Herbier descubrió la obra de Luigi Pirandello en 1923, y en 1925 introdujo sus ideas en el cine al filmar una versión de su famosa novela El difunto Matías Pascal (Il fu Mattia Pascal). La película, del mismo título, fue interpretada por Ivan Mozzhukin y tuvo un considerable eco. 
A continuación eligió un tema popular con La Vertige (1926), que rodó en el sur de Francia. Le siguió Le Diable au coeur, un drama marítimo. La última película de esta serie es L'Argent, de 1928, una adaptación de la novela homónima de Émile Zola. 
Tras una película de transición, Nuits de Prince, con música y algunos efectos sonoros, L'Herbier realizó L'Enfant de l'amour (1929), que incluye ya el sonido hablado. L'Herbier hizo dos historias de detectives basadas en relatos homónimos de Gaston Leroux (Le Mystère de la chambre jaune (1930) y Le Parfum de la dame en noir (1931)). A continuación rodó L'Épervier (1933), Le Scandale y L'Aventurier (1934).
L'Herbier obtuvo su mayor éxito con Le Bonheur (1934). Entre 1935 y 1937 dirigió siete nuevas obras, entre las que destacan Veille d'armes (1935), Les Hommes nouveaux (1936) y La Porte du large (1936). Por entonces, mostró sus simpatías socialistas.
Antes de la Segunda Guerra Mundial realizó La Tragédie impériale (1938), sobre el zar Nicolás II y el intrigante Rasputín; Adrienne Lecouvreur (1938), en los estudios de la UFA en Berlín, y finalmente Entente cordiale (1939), que tomó la vida de Eduardo VII para demostrar las afinidades entre Francia y Gran Bretaña.
Con la ocupación en 1940, L'Herbier trabajó con otros directores para salvar la industria. Algunas de sus películas de este período son Histoire de rire (1941), La Comédie du bonheur (1942), La Nuit fantastique (1942), L’Honorable Catherine (1943), La Vie de bohème (1945), Au petit bonheur (1946), L’Affaire du collier de la reine (1946), La Révoltée (1948), Les Derniers jours de Pompei (1950), y Le Père de Mademoiselle (1953).
A partir de esos años, se dedicó a realizar programas culturales para la TV.

## Premios y distinciones
Festival Internacional de Cine de Venecia
| Año  | Categoría        | Película           | Resultado |
| ---- | ---------------- | ------------------ | --------- |
| 1936 | Mención especial | Víspera de combate | Ganador   |

## Enlaces
- Cinémathèque française: Bibliothèque du film
- Les Indépendants du premier siècle
- filmdefrance.com
- filmreference.com

- Datos: Q127109
- Multimedia: Marcel L'Herbier / Q127109